# Olaf Engelhardt
Olaf Engelhardt (Berlim, 2 de março de 1951) é um velejador alemão, medalhista olímpico. Ele competiu nos Jogos Olímpicos de Verão de 1976 na classe Soling e conquistou a medalha de bronze, ao lado de Dieter Below e Michael Zachries, como representantes da Alemanha Oriental.
Em 1978, a tripulação do Below conquistou o bronze novamente no Campeonato Europeu, depois Engelhardt mudou para o Starboat. Junto com Wolf-Eberhard Richter, ele conquistou o oitavo lugar nos Jogos Olímpicos de 1980. Após a aposentadoria, foi contratado como instalador na fábrica de cabos Oberspree.